# Gone Away
"Gone Away" é um single da banda estadunidense The Offspring, lançado em 1997 pela gravadora Columbia Records.

## Faixas[3]

### Versão 1
1. "Gone Away" (versão single) – 4:27
2. "Cool to Hate" – 2:46
3. "D.U.I." – 2:27
4. "Hey Joe" (cover de Billy Roberts) – 2:37

### Versão 2
1. "Gone Away" (versão single) – 4:27
2. "D.U.I." – 2:27